# Chrysotus pygmaeus
Chrysotus pygmaeus är en tvåvingeart som beskrevs av Octave Parent 1934. Chrysotus pygmaeus ingår i släktet Chrysotus och familjen styltflugor.
Artens utbredningsområde är Surinam. Inga underarter finns listade i Catalogue of Life.